# Carl J. Gilbert
Pour les articles homonymes, voir Gilbert.
Carl Joyce Gilbert est né le 3 avril 1906 à Bloomfield dans le New Jersey. Il a vécu à Dover dans le Massachusetts et il est mort le 13 novembre 1983 dans le centre hospitalier universitaire de Boston. Il était un industriel. Il a été nommé par Richard Nixon en avril 1969 représentant au Commerce des États-Unis spécial. Cette fonction pris fin en septembre 1971 mais il conserva son rang d'ambassadeur.